# Shuya Iwai
Shuya Iwai (岩井 柊弥 Iwai Shuya?), född 11 oktober 2000 i Ehime prefektur, är en japansk fotbollsspelare.
Iwai började sin karriär 2018 i Ehime FC.